# 3066 McFadden
A 3066 McFadden (ideiglenes jelöléssel 1984 EO) a Naprendszer kisbolygóövében található aszteroida. Edward L. G. Bowell fedezte fel 1984. március 1-jén.